# Lista över avsnitt av Greek
Nedan listas avsnitt ur tv-serien Greek, som ursprungligen sändes i ABC mellan 2007 och 2011. Varje säsong är till säsong 3 uppdelad i två kapitel.

## Säsonger
| Säsong       | Säsong | Kapitel     | Avsnitt         | Kapitelpremiär  | Kapitelavslutning | Region 1 DVD-släpp | Region 2 DVD-släpp |
| ------------ | ------ | ----------- | --------------- | --------------- | ----------------- | ------------------ | ------------------ |
|              | 1      | Kapitel ett | 1-10            | 9 juli 2007     | 10 september 2007 | 18 mars 2008       | 5 oktober 2009     |
| Kapitel två  | 1      | 11-22       | 24 mars 2008    | 9 juni 2008     | 30 december 2008  |                    |                    |
|              | 2      | Kapitel tre | 1-10            | 28 augusti 2008 | 28 oktober 2008   | 18 augusti 2009    |                    |
| Kapitel fyra | 2      | 11-22       | 30 mars 2009    | 15 juni 2009    | 9 mars 2010       |                    |                    |
|              | 3      | Kapitel fem | 1-10            | 31 augusti 2009 | 2 november 2009   |                    |                    |
| Kapitel sex  | 3      | 11-20       | 25 januari 2010 | 29 mars 2010    |                   |                    |                    |
|              | 4      | Kapitel sju | 1-10            |                 |                   |                    |                    |

### Säsong 1
| Nr | Titel                            | Regissör        | Författare                              | Sändningsdatum    |             |             |
| Kapitel ett | Kapitel ett                      | Kapitel ett     | Kapitel ett                             | Kapitel ett       | Kapitel ett | Kapitel ett |
| --- | -------------------------------- | --------------- | --------------------------------------- | ----------------- | ----------- | ----------- |
| 1 - 101 | "Pilot"                          | Gil Junger      | Patrick Sean Smith                      | 9 juli 2007       |             |             |
| Rusty är en förstaårselev på universitetet Cyprus-Rhodes och bestämmer sig för att bli medlem i en studenförening för att få bort sin nördiga stämpel. Rustys storasyster Casey går redan på universitetet och hennes pojkvän Evan erbjuder Rusty ett medlemskap i hans förening, Omega Chi Delta. Rusty ser Evan vara otrogen mot Casey och bestämmer sig för att istället gå med i Kappa Tau Gamma. |                                  |                 |                                         |                   |             |             |
| 2 - 102 | "Hazed and Confused"             | Gil Junger      | Patrick Sean Smith                      | 16 juli 2007      |             |             |
| Rusty är en förstaårselev på universitetet Cyprus-Rhodes och bestämmer sig för att bli medlem i en studenförening för att få bort sin nördiga stämpel. Rustys storasyster Casey går redan på universitetet och hennes pojkvän Evan erbjuder Rusty ett medlemskap i hans förening, Omega Chi Delta. Rusty ser Evan vara otrogen mot Casey och bestämmer sig för att istället gå med i Kappa Tau Gamma. |                                  |                 |                                         |                   |             |             |
| 3 - 103 | "The Rusty Nail"                 | Gil Junger      | Carter Covington, Patrick Sean Smith    | 23 juli 2007      |             |             |
| Rusty måste hitta en dejt till Kappa Taus dejtparty och Cappie fixar ihop honom men en tjej som är lite för vänlig. Ashleigh behöver hjälp att dekorera ZBZ fest med Omega Chi och får hjälp av Calvin, en ny Omega Chimedlem. När de två kommer överens väldigt bra förutsätter Ashleigh att han är kär i henne. |                                  |                 |                                         |                   |             |             |
| 4 - 104 | "Picking Teams"                  | Nick Marck      | Sharon Bordas, Damon Hill               | 30 juli 2007      |             |             |
| Den stora innebandyturneringen mellan de manliga studenföreningarna är igång och i finalen möts Kappa Tau och Omega Chi. Caseys lojalitet för Omega Chi ifrågasätts när Frannie får reda på vad, eller snarare vem, Casey gjorde för att ge tillbaka för Evans otrohet. Rusty vill vara med och spela och med hjälp av Dale försöker de att komma på den vetenskapliga delen av innebandy. Calvin vill inte vara med och spela men hans pappa övertalar honom. Senare berättar Calvin en stor hemlighet för Rusty. |                                  |                 |                                         |                   |             |             |
| 5 - 105 | "Liquid Courage"                 | Michael Lembeck | Jessica O'Toole, Amy Rardin             | 6 augusti 2007    |             |             |
| När fejkvulkanen Mt. Vesuvius slutar fungera dagen före den stora Vesuviusfesten, tar Rusty på sig ansvaret att fixa den. Oturligt nog är Dale väldigt beskyddande över en sak som Rusty behöver för att rädda vulkanen. Casey gör sig redo för att imponera på Evans föräldrar men Rebecka stjäl showen och Casey skämmer istället ut sig för dem. Rusty träffar Jen K och attraktion uppstår. |                                  |                 |                                         |                   |             |             |
| 6 - 106 | "Friday Night Frights"           | Nick Marck      | Carter Covington                        | 13 augusti 2007   |             |             |
| Ett åskväder hänger över Cyprus-Rhodes och Casey har planerat ett pyjamasparty för de nya medlemmarna i systerskapet. Men istället för att delta i de lekar som Casey har bestämt försöker tjejerna att utforska mer om mysteriet om den döda ZBZ-systern. Hos Kappa Tau äger ännu en fest rum och Cappie får besök av en tjej som varit kär i honom i flera år, men Rusty anar oråd. Calvin och Evan utvecklar en vänskap när de tillsammans måste rädda huset från otäcka djur.                                  |                                  |                 |                                         |                   |             |             |
| 7 - 107 | "Multiple Choice"                | Michael Lange   | Michael Berns                           | 20 augusti 2007   |             |             |
| Casey blir lavalerad (en romantisk gest inom Greek-systemet) av Evan. Cappie märker då att det här kan vara hans sista chans att få Casey tillbaka och de blir ihopparade för att jobba tillsammans på ett skolprojekt. Vilket sammanträffande! Ashleighs pojkvän Travis hälsar på men han vinner inga vänner hos husen och Frannie ber Ashleigh att dumpa honom. Rusty har ett problem med ett kommande prov och ber Cappie om hjälp.                                                                             |                                  |                 |                                         |                   |             |             |
| 8 - 108 | "Separation Anxiety"             | Rachel Talalay  | Roger Grant                             | 27 augusti 2007   |             |             |
| ZBZ behöver göra mera samhällstjänst och parar ihop sig med Dale för att sätta upp en pjäs för barn. Ashleigh, som fortfarande inte har förlåtit Casey parar ihop sig med Rebecca, vilket Casey hatar. Rusty blir besviken när han berättar för Jen K att han älskar henne men inte får de svar han vill ha tillbaka. En sårad Rusty berättar för Cappie som tar med honom till "lunch buffen", som blir en väldigt dyr middag.                                                                                    |                                  |                 |                                         |                   |             |             |
| 9 - 109 | "Depth Perception"               | Ellie Kanner    | Sharon Bordas, Damon Hill               | 3 september 2007  |             |             |
| ZBZ behöver göra mera samhällstjänst och parar ihop sig med Dale för att sätta upp en pjäs för barn. Ashleigh, som fortfarande inte har förlåtit Casey parar ihop sig med Rebecca, vilket Casey hatar. Rusty blir besviken när han berättar för Jen K att han älskar henne men inte får de svar han vill ha tillbaka. En sårad Rusty berättar för Cappie som tar med honom till "lunch buffen", som blir en väldigt dyr middag.                                                                                    |                                  |                 |                                         |                   |             |             |
| 10 - 110 | "Black, White and Read All Over" | Perry Lang      | Anne Kenney, Carter Covington           | 10 september 2007 |             |             |
| En artikel i skoltidningen om det hemliga livet i studentföreningarna skakar om Cyprus-Rhodes och en ZBZ-medlem misstänks vara upphovsmannen. En ZBZ ledare från huvudkontoret besöker Cyprus och tar bort Frannie från ordförandeposten i systerskapet. Jen K erkänner att det var hon som skrev artikeln och Rusty undrar om han kan lita på henne igen. En extremt arg Frannie bestämmer sig för att förstöra för Casey och berättar en hemlighet för Evan. Calvin kommer ut för Ashleigh.                      |                                  |                 |                                         |                   |             |             |
| Kapitel 2 |                                  |                 |                                         |                   |             |             |
| 11 - 111 | "A New Normal"                   | Michael Lange   | Jessica O'Toole, Amy Rardin             | 24 mars 2008      |             |             |
| Tillbaka efter jullovet och CRU är inte speciellt pepp på studentföreningarna. Föreningarna försöker tillsammans vinna tillbaka dekanens respekt. Casey, som blivit tillfällig ordförande försöker få ZBZ upp i toppen igen, men det blir svårare än hon trott när Lizzie från huvudkontoret flyttar in i huset. Dale bildar en grupp som han kallar för USAG—University Students Against Greeks (Studenter mot Greek-systemet).                                                                                   |                                  |                 |                                         |                   |             |             |
| 12 - 112 | "The Great Cappie"               | Michael Lange   | Jed Seidel                              | 31 mars 2008      |             |             |
| Lizzies regler får några av systrarna att flytta och de kvarstående att vara olyckliga. I ett försök att höja stämningen ordnar Casey en fest tillsammans med Cappie. För att smyga runt den ej alkohol lagen som studentföreningarna fått ordnar de två stycken, en fest på övervåningen och en på undervåningen. Cappie och Rebecca dejtar i hemlighet men Cappie vill få ut mer av relationen. |                                  |                 |                                         |                   |             |             |
| 13 - 113 | "Highway To The Discomfort Zone" | Nick Marck      | Carter Covington                        | 7 april 2008      |             |             |
| Casey och Rebeccas rivalitet byggs upp ännu mer under Stora Syster/Lilla Syster veckan efter att Casey får reda på att Rebecca och Cappie dejtar. Rusty känner sig utanför i Kappa Tau när hans Kappa Tau bröder gör saker utan honom och han försöker passa in. Dale försöker "bota" Calvins homosexualitet. |                                  |                 |                                         |                   |             |             |
| 14 - 114 | "War and Peace"                  | Norman Buckley  | Jonathan Abrahams                       | 14 april 2008     |             |             |
| Lizzie försöker ge ZBZ en ny social krets men tjejerna slåss emot de. För att få bort Lizzie måste Casey och systrarna förlåta Frannie och välkomna henne tillbaka. Omega Chi och Kappa Tau startar ett buskrig som hotar att förstöra Rusty och Calvins vänskap. Ashleigh träffar en ny kille som till personligheten är slående lik expojkvännen Travis. |                                  |                 |                                         |                   |             |             |
| 15 - 115 | "Freshman Daze"                  | Michael Lange   | Roger Grant                             | 21 april 2008     |             |             |
| Den årliga Greek-balen är på ingång och den väcker minnen från först året på CRU för Cappie, Casey och Evan. Calvin och Rustys vänskap har försvagats och de undrar om man verkligen kan vara vänner om man är medlem i olika föreningar. Casey börjar omvärdera hennes och Frannies fiendskap. |                                  |                 |                                         |                   |             |             |
| 16 - 116 | "Move On. Cartwrights"           | Michael Lange   | Anne Kenney                             | 28 april 2008     |             |             |
| Zeta Beta Zeta och Omega Chi har sin första fest tillsammans sen artikeln trots Casey och Evans försök att hindra det. Rusty och Dale går på en dubbeldejt med en tjej som heter Emma och hennes kompis Tina, en tjej som är emot alla studentföreningar. Dale bjuder in henne i USAG men hon tar snabbt för mycket kontroll över gruppen. Cappie blir sjuk och Rebecca blir hela tiden påmind över hur bra flickvän Casey var mot Cappie.                                                                         |                                  |                 |                                         |                   |             |             |
| 17 - 117 | "47 Hours & 11 Minutes"          | Fred Gerber     | Lisa Albert                             | 5 maj 2008        |             |             |
| Det är föräldrahelg på Cyprus-Rhodes och alla förbereder sig. Caseys och Rustys föräldrar gillar inte Greek-systemet överhuvudtaget och Rusty och Casey kämpar för att få dem att ändra uppfattning. Rebeccas pappa kommer på besök men Rebecca vill inte att Cappie ska möta honom. Eller ja, inte först i alla fall. Under tiden märker Dale att han faktiskt har vuxit ifrån sina föräldrar och han längtar tills de ska åka hem.                                                                               |                                  |                 |                                         |                   |             |             |
| 18 - 118 | "Mister Purr-fect"               | Michael Lange   | Jessica O'Toole                         | 12 maj 2008       |             |             |
| Det är ZBZ-festival och Casey, Frannie och Rebecca slår vad om vilken manlig studentförening som kommer att vinna. Caseys atletiska Lambda Sigs förening ligger i toppen medan Rebeccas Kappa Taus faller efter. Frannie coachar Omega Chi och ser hur Evan suktar efter Casey. Hon ger honom några råd som kanske inte är de bästa. Ashleigh parar ihop Calvin med hennes lärarassistent Michael. |                                  |                 |                                         |                   |             |             |
| 19 - 119 | "No Campus for Old Rules"        | Michael Lange   | Roger Grant                             | 19 maj 2008       |             |             |
| Cappie har fått reglerna över studentföreningarna lyfta och för att fira så fixar Omega Chi ihop en fest, utan bröderna i Kappa Tau! Cappie bestämmer sig för att fixa en egen fest, men märker snabbt att han saknar både alkohol och folk. Samtidigt äger Omega Chis fest rum, och de har båda delarna. Casey träffar en ny kille som är lite mer groda än prins och Rusty får en oväntad, oönskad present från Tina.                                                                                            |                                  |                 |                                         |                   |             |             |
| 20 - 120 | "A Tale of Two Parties"          | Nick Marck      | Michael Berns                           | 26 maj 2008       |             |             |
| Cappie har fått reglerna över studentföreningarna lyfta och för att fira så fixar Omega Chi ihop en fest, utan bröderna i Kappa Tau! Cappie bestämmer sig för att fixa en egen fest, men märker snabbt att han saknar både alkohol och folk. Samtidigt äger Omega Chis fest rum, och de har båda delarna. Casey träffar en ny kille som är lite mer groda än prins och Rusty får en oväntad, oönskad present från Tina.                                                                                            |                                  |                 |                                         |                   |             |             |
| 21 - 121 | "Barely Legal"                   | Fred Gerber     | Amy Rardin, Jed Seidel, Jessica O'Toole | 2 juni 2008       |             |             |
| De nya bröderna i Kappa Tau får sitt första fejk-IDkort och Rusty får tur när en bartender misstar honom för Chad Steward, en populär sångare. Casey börjar i en LSAT (law school admission test) förberedelseklass och ber Evan att vara hennes handledare. Oturen är med Ashleigh som har maxat sitt kreditkort, men kan turen vända med ett nytt? |                                  |                 |                                         |                   |             |             |
| 22 - 122 | "Spring Broke"                   | Michael Lange   | Patrick Sean Smith, Carter Covington    | 9 juni 2008       |             |             |
| Alla studenter ger sig iväg till Myrtle Beach för vårlovet, och alla lättar på trycket - speciellt Rebecca efter att hon får höra nyheter om sin pappa. I ett försök att komma över Casey känner sig Evan mer och mer dragen till Frannie. Rusty upptäcker att vårlovet inte var vad han väntat sig och på bussen hem sitter - Calvin, som han fortfarande inte är vän med igen. |                                  |                 |                                         |                   |             |             |

### Säsong 2
| Nr           | Titel                                   | Regissör          | Författare                                             | Sändningsdatum    |             |             |
| Kapitel tre  | Kapitel tre                             | Kapitel tre       | Kapitel tre                                            | Kapitel tre       | Kapitel tre | Kapitel tre |
| ------------ | --------------------------------------- | ----------------- | ------------------------------------------------------ | ----------------- | ----------- | ----------- |
| 23 - 201     | "Brothers and Sisters"                  | Michael Lange     | Amy Rardin, Jessica O'Toole, Anne Kenney               | 26 augusti 2008   |             |             |
| 24 - 202     | "Crush Landing"                         | Patrick Norris    | Carter Covington, Dana Calvo                           | 2 september 2008  |             |             |
| 25 - 203     | "Let's Make a Deal"                     | Linda Mendoza     | Roger Grant                                            | 9 september 2008  |             |             |
| 26 - 204     | "Gays, Ghosts and Gamma Rays"           | Michael Lange     | Michael Berns                                          | 16 september 2008 |             |             |
| 27 - 205     | "Pledge Allegiance"                     | Gil Junger        | Mike Ladd                                              | 23 september 2008 |             |             |
| 28 - 206     | "See You Next Time, Sisters"            | Michael Lange     | Jessica O'Toole, Amy Rardin                            | 30 september 2008 |             |             |
| 29 - 207     | "Formally Yours"                        | Fred Gerber       | Carter Covington                                       | 7 oktober 2008    |             |             |
| 30 - 208     | "The Popular Vote"                      | Melanie Mayron    | Matt Whitney                                           | 14 oktober 2008   |             |             |
| 31 - 209     | "Three's A Crowd"                       | Sandy Smolan      | Michael Berns, Dana Calvo, Jessica O'Toole, Amy Rardin | 21 oktober 2008   |             |             |
| 32 - 210     | "Hell Week"                             | Michael Lange     | Roger Grant                                            | 28 oktober 2008   |             |             |
| Kapitel fyra |                                         |                   |                                                        |                   |             |             |
| 33 - 211     | "Take Me Home, Cyprus-Rhodes"           | Michael Lange     | Jessica O'Toole, Amy Rardin                            | 30 mars 2009      |             |             |
| 34 - 212     | "From Rushing with Love"                | Fred Savage       | Matt Whitney                                           | 6 april 2009      |             |             |
| 35 - 213     | "Engendered Species"                    | Michael Lange     | Jonathan Abrahams                                      | 13 april 2009     |             |             |
| 36 - 214     | "Big Littles & Jumbo Shrimp"            | Shawn Piller      | Mark Stegemann                                         | 20 april 2009     |             |             |
| 37 - 215     | "Evasive Actions"                       | Michael Lange     | Carter Covington                                       | 27 april 2009     |             |             |
| 38 - 216     | "Dearly Beloved"                        | Melanie Mayron    | Michael Berns                                          | 4 maj 2009        |             |             |
| 39 - 217     | "Guilty Treasures"                      | Norman Buckley    | Roger Grant                                            | 11 maj 2009       |             |             |
| 40 - 218     | "Divine Secrets and the ZBZ Sisterhood" | Michael Lange     | Jessica O'Toole, Amy Rardin                            | 18 maj 2009       |             |             |
| 41 - 219     | "Social Studies"                        | Patrick R. Norris | Matt Whitney                                           | 25 maj 2009       |             |             |
| 42 - 220     | "Isn't It Bro-mantic"                   | Michael Lange     | Mark Stegemann, Adam Milch                             | 1 juni 2009       |             |             |
| 43 - 221     | "Tailgate Expectation"                  | Tim Matheson      | Anne Kenney, Michael Berns                             | 8 juni 2009       |             |             |
| 44 - 222     | "At World's End"                        | Michael Lange     | Roger Grant, Jessica O'Toole, Amy Rardin               | 15 juni 2009      |             |             |

### Säsong 3
| Nr          | Titel                                       | Regissör          | Författare                   | Sändningsdatum    |             |             |
| Kapitel fem | Kapitel fem                                 | Kapitel fem       | Kapitel fem                  | Kapitel fem       | Kapitel fem | Kapitel fem |
| ----------- | ------------------------------------------- | ----------------- | ---------------------------- | ----------------- | ----------- | ----------- |
| 45 - 301    | "The Day After"                             | Michael Lange     | Patrick Sean Smith           | 31 augusti 2009   |             |             |
| 46 - 302    | "Our Fathers"                               | Patrick Norris    | Jessica O’Toole, Amy Rardin  | 7 september 2009  |             |             |
| 47 - 303    | "The Half-Naked Gun"                        | Michael Lange     | Roger Grant                  | 14 september 2009 |             |             |
| 48 - 304    | "High and Dry"                              | Shawn Piller      | Casey Johnson                | 21 september 2009 |             |             |
| 49 - 305    | "Down on Your Luck"                         | Michael Lange     | Matt Whitney                 | 28 september 2009 |             |             |
| 50 - 306    | "Lost and Founders"                         | Fred Gerber       | Michael Berns                | 5 oktober 2009    |             |             |
| 51 - 307    | "The Dork Knight"                           | Rick Rosenthal    | Adam Milch                   | 12 oktober 2009   |             |             |
| 52 - 308    | "Fight the Power"                           | Michael Lange     | Jessica O’Toole, Amy Rardin  | 19 oktober 2009   |             |             |
| 53 - 309    | "The Wish-Pretzel"                          | Melanie Mayron    | Matt Whitney, Lana Cho       | 26 oktober 2009   |             |             |
| 54 - 310    | "Friend or Foe"                             | Michael Lange     | Roger Grant                  | 2 november 2009   |             |             |
| Kapitel sex |                                             |                   |                              |                   |             |             |
| 55 - 311    | "I Know What You Did Last Semester"         | Michael Lange     | Casey Johnson, David Windsor | 25 januari 2010   |             |             |
| 56 - 312    | "Pride & Punishment"                        | John T. Kretchmer | Jessica O’Toole, Amy Rardin  | 1 februari 2010   |             |             |
| 57 - 313    | "Take Me Out"                               | Lee Rose          | Matt Whitney                 | 8 februari 2010   |             |             |
| 58 - 314    | "The Tortoise and the Hair"                 | Michael Lange     | Rob Bragin                   | 15 februari 2010  |             |             |
| 59 - 315    | "Love, Actually, Possibly, Maybe... Or Not" | Mark Rosman       | Roger Grant                  | 22 februari 2010  |             |             |
| 60 - 316    | "Your Friends and Neighbors"                | Michael Lange     | Dana Greenblatt              | 1 mars 2010       |             |             |
| 61 - 317    | "The Big Easy Does It"                      | Fred Savage       | Casey Johnson, David Windsor | 8 mars 2010       |             |             |
| 62 - 318    | "Camp Buy Me Love"                          | Michael Lange     | Jessica O’Toole, Amy Rardin  | 15 mars 2010      |             |             |
| 63 - 319    | "The First Last"                            | Patrick Norris    | Roger Grant, Matt Whitney    | 22 mars 2010      |             |             |
| 64 - 320    | "All Children...Grow Up"                    | Michael Lange     | Patrick Sean Smith           | 29 mars 2010      |             |             |

### Säsong 4
Den 19 februari 2010 bekräftades det att en fjärde säsong kommer att produceras med tio avsnitt.

### Fotnoter
1. ↑  ”Greek” (på engelska). TV.Com. Arkiverad från originalet den 7 mars 2017. https://web.archive.org/web/20170307062409/http://www.tv.com/shows/greek/. Läst 26 januari 2017.